# Memorial Rik Van Steenbergen
Grote Prijs (GP) Rik Van Steenbergen (Grand Prix Rik Van Steenbergen på franska) var ett belgiskt endagslopp i landsvägscykling vars första upplaga hölls 1991 och uppkallades efter den trefaldige (1949, 1956 och 1957) världsmästaren Rik Van Steenbergen. Loppet hade start och mål i Aartselaar (de två första åren gick starten dock i Arendonk) och gick inledningsvis i augusti, flyttades till juli 1997, för att återigen flyttas till första halvan av september 2001 (2009 gick det den 9 september, Van Steenbergens födelsedag). Efter Van Steenbergens död i maj 2003 bytte loppet namn till Memorial Rik Van Steenbergen och när UCI Europe Tour instiftades 2005 inkluderades det i denna klassificerat som 1.1. Finansieringsproblem gjorde att tävlingen ställdes in 2013 och den låg därefter nere fram till 2019 då den återuppstod i oktober med start i Beerse, mål i Van Steenbergens födelsestad Arendonk och tillnamnet Kempen Classic (efter området Kempen i de belgisk/nedeländska gränstrakterna i vilket loppet gick). 2020 och 2021 ställdes loppet in på grund av coronapandemin, men det återkom 2022. 2023 var det dock återigen problem med att får sponsorer och tävlingen ställdes återigen in och likaså 2024. Loppet har inte avhållits sedan dess (2025).
Bansträckningen 2022 bestod av två varv på en 63,6 kilometer lång slinga, följd av fyra varv på en tolvkilometersslinga vid Aarendonk – totalt 175 km Profilen var väldigt platt (endast 232 höjdmeter uppför totalt 2022), svårigheterna få (ett kort gatstensavsnitt och några tvära kurvor) och loppet avgjordes ofta i en mass-spurt (och prislistan är fylld av spurtspecialister). Största segermarginal till tvåan hade Patrick Deneut 1992 som kom i mål 1:18 före en grupp på sex andra cyklister, vilka i sin tur var ytterligare 1:05 före en grupp om nio (alla dessa var "överlevare" från en tidig utbrytning som hade upp till tolv minuters försprång på klungan), men i tolv av de 24 upplagorna till och med 2022 har tian i mål fått samma tid som segraren.

## Podieplaceringar
| År                                            | Vinnare                  | Tvåa                    | Trea               |
| Grote Prijs Rik Van Steenbergen               |                          |                         |                    |
| 1991                                          | Olaf Ludwig              | Koen Vekemans           | John van den Akker |
| 1992                                          | Patrick Deneut           | Kurt Onclin             | Vjatjeslav Jekimov |
| 1993                                          | Mario Cipollini          | Niko Eeckhout           | Eddy Schurer       |
| 1994                                          | Djamolidine Abdoujaparov | Jean-Pierre Heynderickx | Tom Steels         |
| 1995                                          | Tom Steels               | Eric Vanderaerden       | Jacek Mickiewicz   |
| 1996                                          | Jans Koerts              | Jens Heppner            | Danny Daelman      |
| 1997                                          | Andrei Tchmil            | Hans De Meester         | Robbie Vandaele    |
| 1998                                          | Ján Svorada              | Andrei Tchmil           | Peter Van Petegem  |
| 1999                                          | Giuliano Figueras        | Jeroen Blijlevens       | Jo Planckaert      |
| 2000                                          | Lars Michaelsen          | Matthé Pronk            | Robert Hunter      |
| 2001                                          | Niko Eeckhout            | Geert Omloop            | Nicolas Jalabert   |
| 2002                                          | Steffen Radochla         | Robbie McEwen           | Laurent Jalabert   |
| Memorial Rik Van Steenbergen                  |                          |                         |                    |
| 2003                                          | Niko Eeckhout            | Cédric Vasseur          | Johan Museeuw      |
| 2004                                          | Tom Boonen               | Niko Eeckhout           | Ralf Grabsch       |
| 2005                                          | Jean-Patrick Nazon       | Wim De Vocht            | Jens Renders       |
| 2006                                          | Niko Eeckhout            | Robbie McEwen           | Steffen Radochla   |
| 2007                                          | Greg Van Avermaet        | Niko Eeckhout           | Steven de Jongh    |
| 2008                                          | Gert Steegmans           | Stefan van Dijk         | Jürgen Roelandts   |
| 2009                                          | Niko Eeckhout            | Stefan van Dijk         | Steven de Jongh    |
| 2010                                          | Michael Van Staeyen      | Robbie McEwen           | Jürgen Roelandts   |
| 2011                                          | Kenny van Hummel         | André Greipel           | Denis Galimzianov  |
| 2012                                          | Theo Bos                 | Kenny van Hummel        | Mark Renshaw       |
| 2013–2018                                     | ej avhållet              | ej avhållet             | ej avhållet        |
| Memorial Rik Van Steenbergen / Kempen Classic |                          |                         |                    |
| 2019                                          | Dries De Bondt           | Jimmy Janssens          | Piotr Havik        |
| 2020–2021                                     | ej avhållet              | ej avhållet             | ej avhållet        |
| 2022                                          | Tim Merlier              | Mark Cavendish          | Dylan Groenewegen  |